# Skywriting by Word of Mouth
Skywriting by Word of Mouth (sous-titré and Other Writings) est le troisième et dernier livre écrit par John Lennon et publié de façon posthume en 1986.

## Parution
Ce troisième livre écrit par John Lennon est publié par Yoko Ono en 1986. Les pages originales avaient été volées en 1982 et restituées en 1986. Le titre originel signifie approximativement « Écriture dans le ciel de bouche-à-oreille ».
Le texte autobiographique d'ouverture, intitulé « The Ballad of John and Yoko » qui a été écrit en 1978, décrit l'arrivée dans sa vie de sa nouvelle conjointe et les problèmes que le couple a connus. Le recueil possède aussi deux textes datant de l'époque des Beatles: « Two Virgins » écrit en 1968, dont on peut entendre des extraits dans l'enregistrement de Noël de 1968 du groupe, et « An Alphabet » écrit en 1969. Le reste du livre compile des histoires humoristiques, dans son style habituel, écrites pendant le retrait de Lennon de la vie publique durant la seconde moitié des années 1970. Plusieurs de ses dessins sont aussi inclus.